# Campeonato Paranaense 1925
In 1925 werd het elfde Campeonato Paranaense gespeeld voor voetbalclubs uit de Braziliaanse staat Paraná. De competitie werd gespeeld van 3 mei 1925 tot 26 januari 1927. Na zeven wedstrijden speelde de top vier nog verder tegen elkaar. Atlético Paranaense werd kampioen. De club speelde ook nog tegen regionale kampioen Operário SC en won deze wedstrijd ook, maar de uitslag is niet meer bekend.

## Eindstand
| Plaats | Club                | Wed. | W | G | V | Saldo | Ptn. |
| ------ | ------------------- | ---- | - | - | - | ----- | ---- |
| 1.     | Atlético Paranaense | 10   | 7 | 2 | 1 | 33:13 | 16   |
| 2.     | Savóia              | 10   | 7 | 2 | 1 | 21:11 | 16   |
| 3.     | Coritiba            | 10   | 6 | 2 | 2 | 28:17 | 14   |
| 4.     | Britânia            | 10   | 4 | 1 | 5 | 26:17 | 9    |
| 5.     | Palestra Itália     | 7    | 3 | 1 | 3 | 24:10 | 7    |
| 6.     | Paraná              | 7    | 2 | 0 | 5 | 13:29 | 4    |
| 7.     | Campo Alegre        | 7    | 1 | 0 | 6 | 8:23  | 2    |
| 8.     | Universal           | 7    | 0 | 0 | 7 | 6:39  | 0    |

|  | Finale |

## Finale
|                      |                     |       |        |  |
| 10 januari 1926 Heen | Atlético Paranaense | 1 – 1 | Savóia |  |
| 10 januari 1926 Heen |                     |       |        |  |

|                       |        |       |                     |  |
| 26 januari 1926 Terug | Savóia | 1 – 3 | Atlético Paranaense |  |
| 26 januari 1926 Terug |        |       |                     |  |

## Kampioen
| Campeonato Paranaense de 1925           |
| Paraná                                  |
| --------------------------------------- |
| ATLÉTICO PARANAENSE Kampioen (1° titel) |